# Grande Prêmio da Bélgica de 1966
Resultados do Grande Prêmio da Bélgica de Fórmula 1 realizado em Spa-Francorchamps à 12 de junho de 1966. Segunda etapa da temporada, a prova foi vencida pelo britânico John Surtees.

## Classificação da prova
| Pos. | Nº | Piloto          | Construtor          | Voltas | Tempo/Diferença            | Grid | Pontos |
| ---- | -- | --------------- | ------------------- | ------ | -------------------------- | ---- | ------ |
| 1    | 6  | John Surtees    | Ferrari             | 28     | 2:09:11.3                  | 1    | 9      |
| 2    | 19 | Jochen Rindt    | Cooper-Maserati     | 28     | + 42.1                     | 2    | 6      |
| 3    | 7  | Lorenzo Bandini | Ferrari             | 27     | + 1 volta                  | 5    | 4      |
| 4    | 3  | Jack Brabham    | Brabham-Repco       | 26     | + 2 voltas                 | 4    | 3      |
| 5    | 18 | Richie Ginther  | Cooper-Maserati     | 25     | + 3 voltas                 | 8    | 2      |
| NC   | 22 | Guy Ligier      | Cooper-Maserati     | 24     | + 4 voltas                 | 12   |        |
| NC   | 27 | Dan Gurney      | Eagle-Climax        | 23     | + 5 voltas                 | 15   |        |
| Ret  | 15 | Jackie Stewart  | BRM                 | 0      | Acidente                   | 3    |        |
| Ret  | 20 | Jo Bonnier      | Cooper-Maserati     | 0      | Acidente                   | 6    |        |
| Ret  | 16 | Mike Spence     | Lotus-BRM           | 0      | Acidente                   | 7    |        |
| Ret  | 14 | Graham Hill     | BRM                 | 0      | Acidente                   | 9    |        |
| Ret  | 10 | Jim Clark       | Lotus-Climax        | 0      | Motor                      | 10   |        |
| Ret  | 24 | Bob Bondurant   | BRM                 | 0      | Acidente                   | 11   |        |
| Ret  | 4  | Denny Hulme     | Brabham-Climax      | 0      | Acidente                   | 13   |        |
| Ret  | 21 | Jo Siffert      | Cooper-Maserati     | 0      | Acidente                   | 14   |        |
| Ret  | 28 | Phil Hill       | McLaren-Ford        | 0      | Retirou-se (Camera car)    | 16   |        |
| DNS  | 24 | Bruce McLaren   | McLaren-Serenissima |        | Rolamento de roda          |      |        |
| DNS  | 11 | Peter Arundell  | Lotus-BRM           |        | Motor                      |      |        |
| DNS  | 8  | Vic Wilson      | BRM                 |        | Carro entregue a Bondurant |      |        |

## Tabela do campeonato após a corrida
|   | Pos. | Piloto          | Pontos |
| - | ---- | --------------- | ------ |
| 1 | 1    | Lorenzo Bandini | 10     |
| 1 | 2    | Jackie Stewart  | 9      |
| 4 | 3    | John Surtees    | 9      |
| 3 | 4    | Jochen Rindt    | 6      |
| 2 | 5    | Graham Hill     | 4      |

|   | Pos. | Construtor      | Pontos |
| - | ---- | --------------- | ------ |
| 1 | 1    | Ferrari         | 15     |
| 1 | 2    | BRM             | 9      |
|   | 3    | Cooper-Maserati | 6      |
|   | 4    | Brabham-Repco   | 3      |

- Nota: Somente as primeiras cinco posições estão listadas. Apenas os cinco melhores resultados de cada piloto ou equipe eram computados visando o título. Neste ponto esclarecemos: na tabela dos construtores figurava somente o melhor colocado dentre os carros de um time.